# Итоговый турнир WTA 2016 — парный турнир
Елена Веснина и Екатерина Макарова — победительницы турнира.

## Общая информация
На турнире смогли сыграть все пары, которые отобрались по итогам чемпионской гонки. Возглавил посев дуэт из Франции Каролин Гарсия и Кристина Младенович. Они прошли в полуфинал, где их пара проиграла третьим номерам посева Бетани Маттек-Сандс и Луция Шафаржовой. Вторыми номерами посева стали его прошлогодние чемпионки Саня Мирза и Мартина Хингис. Их команда также дошла до полуфинала, где они уступили четвёртым номерам посева Елене Весниной и Екатерине Макаровой. Российский дуэт в финале также одержал победу над Маттек-Сандс и Шафаржовой и впервые для себя выигрывает Итоговый турнир. До Весниной и Макаровой на Итоговом турнире года российская пара побеждала в 2012 году, когда титул завоевали Мария Кириленко и Надежда Петрова.

## Посев
1. Каролин Гарсия /  Кристина Младенович (Полуфинал)
2. Саня Мирза /  Мартина Хингис (Полуфинал)
3. Бетани Маттек-Сандс /  Луция Шафаржова (Финал)
4. Елена Веснина /  Екатерина Макарова (Титул)
5. Андреа Главачкова /  Луция Градецкая (Четвертьфинал)
6. Чжань Хаоцин /  Чжань Юнжань (Четвертьфинал)
7. Тимея Бабош /  Ярослава Шведова (Четвертьфинал)
8. Юлия Гёргес /  Каролина Плишкова (Четвертьфинал)

## Ход турнира

### Используемые сокращения
- Q (англ. qualifier, дословно — квалифицировавшийся) — победитель квалификационного турнира.
- WC (англ. wild card, уайлд-кард) — специальное приглашение от организаторов.
- LD (англ. last direct acceptance, последний прямой допуск) — игрок, находящийся последним в списке участников, попадающих напрямую в основную сетку.
- LL (англ. lucky loser, лаки-лузер) — игрок с наивысшим рейтингом из проигравших в финальном раунде квалификации, приглашённый в качестве замены поздно снявшегося игрока основной сетки.
- Rt (англ. retired, дословно — снявшийся) — отказ игрока от продолжения игры по ходу матча.
- W/O (англ. walkover, дословно — проход) — выигрыш на невыходе соперника на игру.
- SE (англ. special exempt) — специальный допуск. Используется для игроков, которые удачно сыграли на неделе, предшествовавшей турниру, и потому не могли участвовать в квалификации.
- SR (англ. special rating) — специальный рейтинг. Даётся игроку, получившему травму и выбывшему из тура не менее чем на 6 месяцев и до двух лет. В этом случае его рейтинг на время лечения травмы «замораживается» и затем после возвращения, он имеет право заявляться на несколько турниров (определяется регламентом тура), чтобы попадать на турниры своего уровня.
- PR (англ. protected ranking, дословно — защищённый рейтинг). Используется для допуска в турнир игроков, пропустивших долгое время из-за травмы и опустившихся в рейтинге.
- ALT (англ. alternate) — альтернативный игрок в сетке (замена кого-то из поздно снявшихся с турнира).
- S (англ. suspended, дословно — отложен) — матч приостановлен из-за дождя или темноты.
- D (англ. defaulted) — один из спортсменов снят с турнира за неспортивное поведение.

|  | Четвертьфиналы | Четвертьфиналы                      | Четвертьфиналы                      | Четвертьфиналы                      | Четвертьфиналы                      | Четвертьфиналы                      | Четвертьфиналы                      | Четвертьфиналы                      | Четвертьфиналы                      | Четвертьфиналы                      |   |                                    | Полуфиналы                         | Полуфиналы                         | Полуфиналы                         | Полуфиналы                         | Полуфиналы                         | Полуфиналы                         | Полуфиналы | Полуфиналы | Полуфиналы | Полуфиналы |   |                                     | Финал                               | Финал                               | Финал                               | Финал                               | Финал                               | Финал                               | Финал | Финал | Финал | Финал |
|  |                |                                     |                                     |                                     |                                     |                                     |                                     |                                     |                                     |                                     |   |                                    |                                    |                                    |                                    |                                    |                                    |                                    |            |            |            |            |   |                                     |                                     |                                     |                                     |                                     |                                     |                                     |       |       |       |       |
|  | 1              | Каролин Гарсия Кристина Младенович  | Каролин Гарсия Кристина Младенович  | Каролин Гарсия Кристина Младенович  | Каролин Гарсия Кристина Младенович  | Каролин Гарсия Кристина Младенович  | Каролин Гарсия Кристина Младенович  | Каролин Гарсия Кристина Младенович  | 6                                   | 6                                   |   |                                    |                                    |                                    |                                    |                                    |                                    |                                    |            |            |            |            |   |                                     |                                     |                                     |                                     |                                     |                                     |                                     |       |       |       |       |
|  | 1              | Каролин Гарсия Кристина Младенович  | Каролин Гарсия Кристина Младенович  | Каролин Гарсия Кристина Младенович  | Каролин Гарсия Кристина Младенович  | Каролин Гарсия Кристина Младенович  | Каролин Гарсия Кристина Младенович  | Каролин Гарсия Кристина Младенович  | 6                                   | 6                                   |   |                                    |                                    |                                    |                                    |                                    |                                    |                                    |            |            |            |            |   |                                     |                                     |                                     |                                     |                                     |                                     |                                     |       |       |       |       |
|  | 8              | Юлия Гёргес Каролина Плишкова       | Юлия Гёргес Каролина Плишкова       | Юлия Гёргес Каролина Плишкова       | Юлия Гёргес Каролина Плишкова       | Юлия Гёргес Каролина Плишкова       | Юлия Гёргес Каролина Плишкова       | Юлия Гёргес Каролина Плишкова       | 4                                   | 2                                   |   |                                    |                                    |                                    |                                    |                                    |                                    |                                    |            |            |            |            |   |                                     |                                     |                                     |                                     |                                     |                                     |                                     |       |       |       |       |
|  | 8              | Юлия Гёргес Каролина Плишкова       | Юлия Гёргес Каролина Плишкова       | Юлия Гёргес Каролина Плишкова       | Юлия Гёргес Каролина Плишкова       | Юлия Гёргес Каролина Плишкова       | Юлия Гёргес Каролина Плишкова       | Юлия Гёргес Каролина Плишкова       | 4                                   | 2                                   | 1 | Каролин Гарсия Кристина Младенович | Каролин Гарсия Кристина Младенович | Каролин Гарсия Кристина Младенович | Каролин Гарсия Кристина Младенович | Каролин Гарсия Кристина Младенович | Каролин Гарсия Кристина Младенович | Каролин Гарсия Кристина Младенович | 3          | 5          |            |            |   |                                     |                                     |                                     |                                     |                                     |                                     |                                     |       |       |       |       |
|  |                |                                     |                                     |                                     |                                     |                                     |                                     |                                     |                                     |                                     | 1 | Каролин Гарсия Кристина Младенович | Каролин Гарсия Кристина Младенович | Каролин Гарсия Кристина Младенович | Каролин Гарсия Кристина Младенович | Каролин Гарсия Кристина Младенович | Каролин Гарсия Кристина Младенович | Каролин Гарсия Кристина Младенович | 3          | 5          |            |            |   |                                     |                                     |                                     |                                     |                                     |                                     |                                     |       |       |       |       |
|  |                |                                     | 3                                   | Бетани Маттек-Сандс Луция Шафаржова | Бетани Маттек-Сандс Луция Шафаржова | Бетани Маттек-Сандс Луция Шафаржова | Бетани Маттек-Сандс Луция Шафаржова | Бетани Маттек-Сандс Луция Шафаржова | Бетани Маттек-Сандс Луция Шафаржова | Бетани Маттек-Сандс Луция Шафаржова | 6 | 7                                  |                                    |                                    |                                    |                                    |                                    |                                    |            |            |            |            |   |                                     |                                     |                                     |                                     |                                     |                                     |                                     |       |       |       |       |
|  | 3              | Бетани Маттек-Сандс Луция Шафаржова | Бетани Маттек-Сандс Луция Шафаржова | Бетани Маттек-Сандс Луция Шафаржова | Бетани Маттек-Сандс Луция Шафаржова | Бетани Маттек-Сандс Луция Шафаржова | Бетани Маттек-Сандс Луция Шафаржова | Бетани Маттек-Сандс Луция Шафаржова | Бетани Маттек-Сандс Луция Шафаржова | Бетани Маттек-Сандс Луция Шафаржова | 6 | 7                                  | 5                                  | 7                                  | [10]                               |                                    |                                    |                                    |            |            |            |            |   |                                     |                                     |                                     |                                     |                                     |                                     |                                     |       |       |       |       |
|  | 3              | Бетани Маттек-Сандс Луция Шафаржова | Бетани Маттек-Сандс Луция Шафаржова | Бетани Маттек-Сандс Луция Шафаржова | Бетани Маттек-Сандс Луция Шафаржова | Бетани Маттек-Сандс Луция Шафаржова | Бетани Маттек-Сандс Луция Шафаржова |                                     |                                     |                                     |   |                                    | 5                                  | 7                                  | [10]                               |                                    |                                    |                                    |            |            |            |            |   |                                     |                                     |                                     |                                     |                                     |                                     |                                     |       |       |       |       |
|  | 7              | Тимея Бабош Ярослава Шведова        | Тимея Бабош Ярослава Шведова        | Тимея Бабош Ярослава Шведова        | Тимея Бабош Ярослава Шведова        | Тимея Бабош Ярослава Шведова        | Тимея Бабош Ярослава Шведова        | 7                                   | 6                                   | [2]                                 |   |                                    |                                    |                                    |                                    |                                    |                                    |                                    |            |            |            |            |   |                                     |                                     |                                     |                                     |                                     |                                     |                                     |       |       |       |       |
|  | 7              | Тимея Бабош Ярослава Шведова        | Тимея Бабош Ярослава Шведова        | Тимея Бабош Ярослава Шведова        | Тимея Бабош Ярослава Шведова        | Тимея Бабош Ярослава Шведова        | Тимея Бабош Ярослава Шведова        | 7                                   | 6                                   | [2]                                 |   |                                    |                                    |                                    |                                    |                                    |                                    |                                    |            |            |            |            | 3 | Бетани Маттек-Сандс Луция Шафаржова | Бетани Маттек-Сандс Луция Шафаржова | Бетани Маттек-Сандс Луция Шафаржова | Бетани Маттек-Сандс Луция Шафаржова | Бетани Маттек-Сандс Луция Шафаржова | Бетани Маттек-Сандс Луция Шафаржова | Бетани Маттек-Сандс Луция Шафаржова | 65    | 3     |       |       |
|  |                |                                     |                                     |                                     |                                     |                                     |                                     |                                     |                                     |                                     |   |                                    |                                    |                                    |                                    |                                    |                                    |                                    |            |            |            |            | 3 | Бетани Маттек-Сандс Луция Шафаржова | Бетани Маттек-Сандс Луция Шафаржова | Бетани Маттек-Сандс Луция Шафаржова | Бетани Маттек-Сандс Луция Шафаржова | Бетани Маттек-Сандс Луция Шафаржова | Бетани Маттек-Сандс Луция Шафаржова | Бетани Маттек-Сандс Луция Шафаржова | 65    | 3     |       |       |
|  |                |                                     | 4                                   | Елена Веснина Екатерина Макарова    | Елена Веснина Екатерина Макарова    | Елена Веснина Екатерина Макарова    | Елена Веснина Екатерина Макарова    | Елена Веснина Екатерина Макарова    | Елена Веснина Екатерина Макарова    | Елена Веснина Екатерина Макарова    | 7 | 6                                  |                                    |                                    |                                    |                                    |                                    |                                    |            |            |            |            |   |                                     |                                     |                                     |                                     |                                     |                                     |                                     |       |       |       |       |
|  | 5              | Андреа Главачкова Луция Градецкая   | Андреа Главачкова Луция Градецкая   | Андреа Главачкова Луция Градецкая   | Андреа Главачкова Луция Градецкая   | Андреа Главачкова Луция Градецкая   | Андреа Главачкова Луция Градецкая   | Андреа Главачкова Луция Градецкая   | Елена Веснина Екатерина Макарова    | Елена Веснина Екатерина Макарова    | 7 | 6                                  | 2                                  | 5                                  |                                    |                                    |                                    |                                    |            |            |            |            |   |                                     |                                     |                                     |                                     |                                     |                                     |                                     |       |       |       |       |
|  | 5              | Андреа Главачкова Луция Градецкая   | Андреа Главачкова Луция Градецкая   | Андреа Главачкова Луция Градецкая   | Андреа Главачкова Луция Градецкая   | Андреа Главачкова Луция Градецкая   | Андреа Главачкова Луция Градецкая   | Андреа Главачкова Луция Градецкая   |                                     |                                     |   |                                    | 2                                  | 5                                  |                                    |                                    |                                    |                                    |            |            |            |            |   |                                     |                                     |                                     |                                     |                                     |                                     |                                     |       |       |       |       |
|  | 4              | Елена Веснина Екатерина Макарова    | Елена Веснина Екатерина Макарова    | Елена Веснина Екатерина Макарова    | Елена Веснина Екатерина Макарова    | Елена Веснина Екатерина Макарова    | Елена Веснина Екатерина Макарова    | Елена Веснина Екатерина Макарова    | 6                                   | 7                                   |   |                                    |                                    |                                    |                                    |                                    |                                    |                                    |            |            |            |            |   |                                     |                                     |                                     |                                     |                                     |                                     |                                     |       |       |       |       |
|  | 4              | Елена Веснина Екатерина Макарова    | Елена Веснина Екатерина Макарова    | Елена Веснина Екатерина Макарова    | Елена Веснина Екатерина Макарова    | Елена Веснина Екатерина Макарова    | Елена Веснина Екатерина Макарова    | Елена Веснина Екатерина Макарова    | 6                                   | 7                                   | 4 | Елена Веснина Екатерина Макарова   | Елена Веснина Екатерина Макарова   | Елена Веснина Екатерина Макарова   | Елена Веснина Екатерина Макарова   | Елена Веснина Екатерина Макарова   | Елена Веснина Екатерина Макарова   | 3                                  | 6          | [10]       |            |            |   |                                     |                                     |                                     |                                     |                                     |                                     |                                     |       |       |       |       |
|  |                |                                     |                                     |                                     |                                     |                                     |                                     |                                     |                                     |                                     | 4 | Елена Веснина Екатерина Макарова   | Елена Веснина Екатерина Макарова   | Елена Веснина Екатерина Макарова   | Елена Веснина Екатерина Макарова   | Елена Веснина Екатерина Макарова   | Елена Веснина Екатерина Макарова   | 3                                  | 6          | [10]       |            |            |   |                                     |                                     |                                     |                                     |                                     |                                     |                                     |       |       |       |       |
|  |                |                                     | 2                                   | Саня Мирза Мартина Хингис           | Саня Мирза Мартина Хингис           | Саня Мирза Мартина Хингис           | Саня Мирза Мартина Хингис           | Саня Мирза Мартина Хингис           | Саня Мирза Мартина Хингис           | 6                                   | 2 | [6]                                |                                    |                                    |                                    |                                    |                                    |                                    |            |            |            |            |   |                                     |                                     |                                     |                                     |                                     |                                     |                                     |       |       |       |       |
|  | 6              | Чжань Хаоцин Чжань Юнжань           | Чжань Хаоцин Чжань Юнжань           | Чжань Хаоцин Чжань Юнжань           | Чжань Хаоцин Чжань Юнжань           | Чжань Хаоцин Чжань Юнжань           | Чжань Хаоцин Чжань Юнжань           | Чжань Хаоцин Чжань Юнжань           | Саня Мирза Мартина Хингис           | 6                                   | 2 | [6]                                | 610                                | 5                                  |                                    |                                    |                                    |                                    |            |            |            |            |   |                                     |                                     |                                     |                                     |                                     |                                     |                                     |       |       |       |       |
|  | 6              | Чжань Хаоцин Чжань Юнжань           | Чжань Хаоцин Чжань Юнжань           | Чжань Хаоцин Чжань Юнжань           | Чжань Хаоцин Чжань Юнжань           | Чжань Хаоцин Чжань Юнжань           | Чжань Хаоцин Чжань Юнжань           | Чжань Хаоцин Чжань Юнжань           |                                     |                                     |   |                                    | 610                                | 5                                  |                                    |                                    |                                    |                                    |            |            |            |            |   |                                     |                                     |                                     |                                     |                                     |                                     |                                     |       |       |       |       |
|  | 2              | Саня Мирза Мартина Хингис           | Саня Мирза Мартина Хингис           | Саня Мирза Мартина Хингис           | Саня Мирза Мартина Хингис           | Саня Мирза Мартина Хингис           | Саня Мирза Мартина Хингис           | Саня Мирза Мартина Хингис           | 7                                   | 7                                   |   |                                    |                                    |                                    |                                    |                                    |                                    |                                    |            |            |            |            |   |                                     |                                     |                                     |                                     |                                     |                                     |                                     |       |       |       |       |
|  | 2              | Саня Мирза Мартина Хингис           | Саня Мирза Мартина Хингис           | Саня Мирза Мартина Хингис           | Саня Мирза Мартина Хингис           | Саня Мирза Мартина Хингис           | Саня Мирза Мартина Хингис           | Саня Мирза Мартина Хингис           | 7                                   | 7                                   |   |                                    |                                    |                                    |                                    |                                    |                                    |                                    |            |            |            |            |   |                                     |                                     |                                     |                                     |                                     |                                     |                                     |       |       |       |       |
|  |                |                                     |                                     |                                     |                                     |                                     |                                     |                                     |                                     |                                     |   |                                    |                                    |                                    |                                    |                                    |                                    |                                    |            |            |            |            |   |                                     |                                     |                                     |                                     |                                     |                                     |                                     |       |       |       |       |